# 皮利齊
50°19′39″N 32°57′0″E / 50.32750°N 32.95000°E
皮利齊（烏克蘭語：Гільці），是烏克蘭中部的村莊，隸屬波爾塔瓦州的盧布尼區。該村距離博格達尼夫卡2公里，海拔高度150米，2001年該鎮人口904。